# Philip Glass

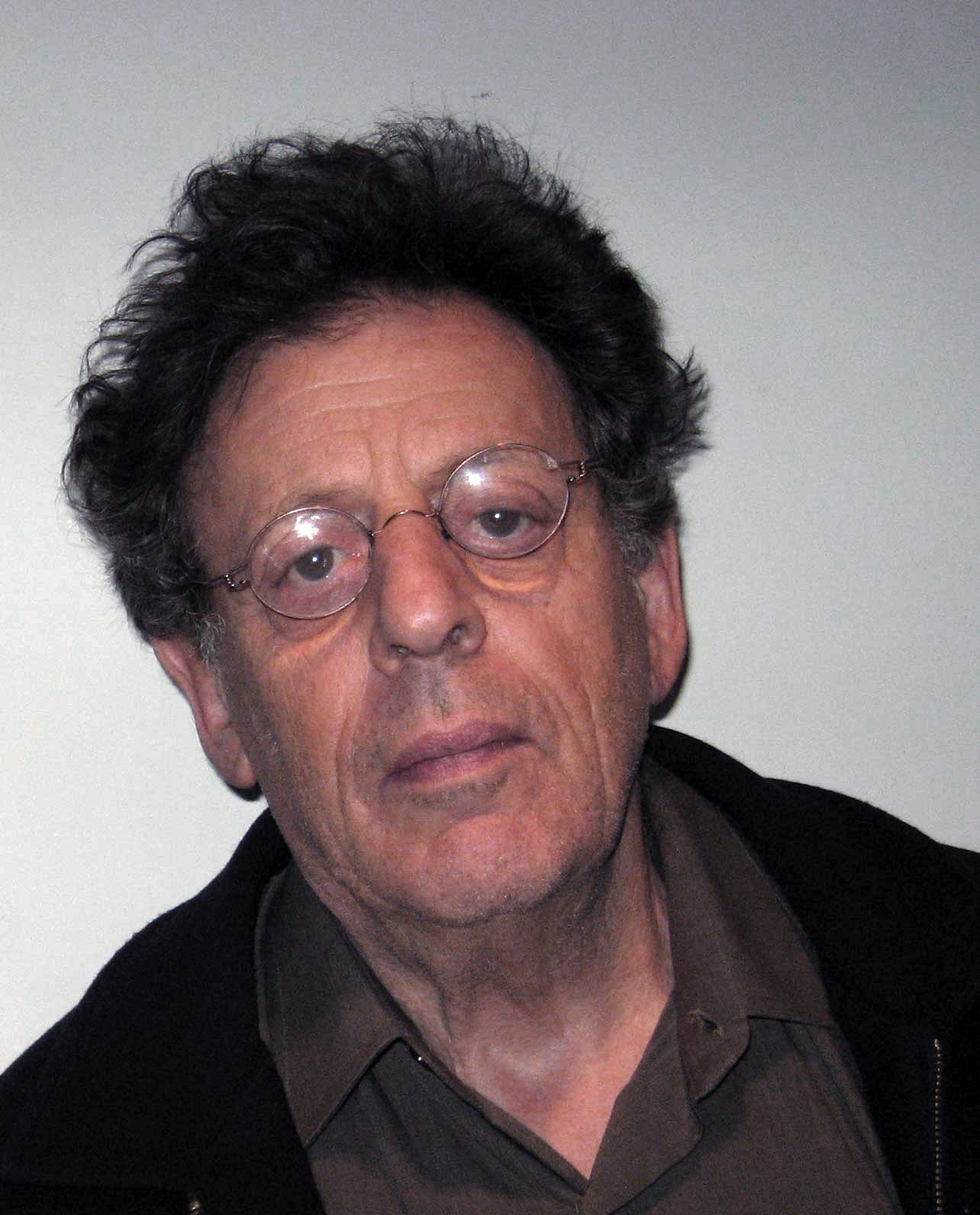
Philip Glass, 2007

Philip Glass (* 31. Januar 1937 in Baltimore, Maryland) ist ein US-amerikanischer Musiker und Komponist. Er gilt zusammen mit Steve Reich, Terry Riley und La Monte Young als einer der wichtigsten Pioniere der Minimal Music.
Das Werk von Glass umfasst zahlreiche Opern und Musiktheaterwerke, zwölf Symphonien, elf Konzerte, acht Streichquartette und verschiedene andere Kammermusik- und Filmmusikkompositionen. Drei seiner Filmkompositionen wurden für einen Oscar nominiert.

## Leben
Philip Glass wuchs in einem jüdischen Elternhaus mit Musik auf: Sein Vater war Schallplattenhändler in Baltimore. Das erste eigene Instrument des Jungen war die Violine, die er als Sechsjähriger erlernte, es folgte die Flöte. Mit acht Jahren wurde er Schüler am Peabody Conservatory, als Zehnjähriger spielte er bereits in lokalen Orchestern. Von 1952 bis 1956 studierte er Mathematik und Philosophie an der University of Chicago und machte den Bachelor of Arts. In dieser Zeit beschäftigte er sich intensiv mit der Zwölftontechnik.
Von 1959 bis 1962 studierte er vor allem Klavier an der Juilliard School of Music in New York, wo er den Master of Science machte (Mitschüler war Steve Reich, der dort im Fach Komposition studierte), und in Aspen bei Darius Milhaud. Mittlerweile hatte er sich von der Musik der Schönberg-Nachfolge abgewandt und der gemäßigten amerikanischen Moderne geöffnet, wie sie etwa Aaron Copland verkörperte. Auch anschließend in Pittsburgh entstanden weitere Werke; sie wurden später von Glass für unbedeutend erklärt. 1964 ging er nach Europa, wo er dank eines Fulbright-Stipendiums zwei Jahre Schüler bei Nadia Boulanger in Paris sein konnte, eine Begegnung, die ihn als Komponisten entscheidend prägte.

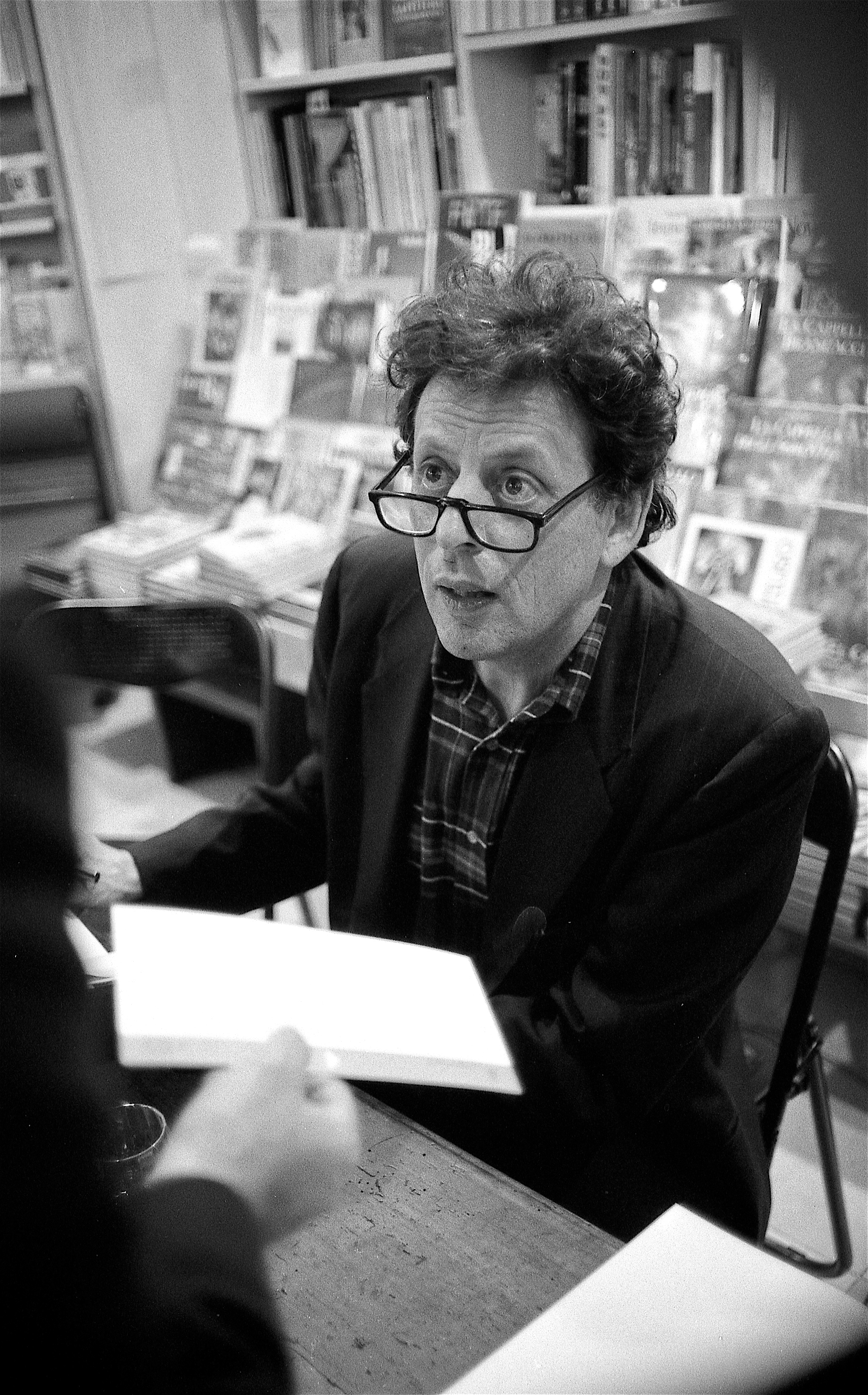
In Florenz, 1993

In Paris begegnete Glass 1965 dem indischen Komponisten und Sitarspieler Ravi Shankar. Shankar nahm dort Musik für den Film Chappaqua auf und wollte, dass seine Werke auch für Musiker westlicher Tradition und Schulung spielbar sein sollten. Für die dafür nötigen Transkriptionen wurde Glass ausgewählt. So kam er zum ersten Mal mit indischer Musik und Denktradition in Kontakt, vor allem mit dem asiatischen Rhythmus- und Zeitverständnis. Der tief beeindruckte Glass nahm 1967 auf Vermittlung von Shankar Tablaunterricht bei Alla Rakha und bereiste Indien und andere Länder Asiens, dazu den Vorderen Orient und Afrika. Er wurde Buddhist. 1972 traf er Tendzin Gyatsho, den vierzehnten Dalai Lama; seit diesem Treffen gilt Glass als wichtiger Unterstützer des tibetischen Freiheitsstrebens.
1965 begann Glass für das Schauspielensemble seiner ersten Frau, JoAnne Akalaitis, zu komponieren. Sein erstes Werk war eine Komposition für zwei Saxophone zu Samuel Becketts Stück Play. In den nächsten zehn Jahren schrieb Glass immer wieder solche Theatermusiken, danach eigene Bühnenwerke. Glass selber bezeichnet sich vor allem als „Theaterkomponisten“. 1970 vertonte Glass die künstlerische Filmarbeit „Izy Boukir“ von Nancy Graves und verwendete dabei vor allem Natur- und Tiergeräusche. Nach seiner Rückkehr in die USA gründete Glass 1970 das Philip Glass Ensemble, damit seine Kompositionen gespielt wurden, da kein Orchester ihn anfragte. Er wurde sein eigener Veranstalter, buchte Konzerthallen und gelegentlich auch Orte, an denen sonst keine zeitgenössische Musik aufgeführt wurde. Seine Musik dieser Zeit wurde auf traditionellen Instrumenten gespielt, jedoch häufig elektronisch verstärkt und verfremdet. Das bedeutendste Werk dieser Jahre ist die vier Stunden lange Komposition Music in Twelve Parts, die Glass 1971 begann und bis 1974 immer wieder veränderte. Dieses Werk begann als einzelne Arbeit in Instrumentierungen für zwölf Instrumente, entwickelte sich dann aber zu einem Zyklus, der Glass’ musikalische Entwicklung seit 1967 zusammenfasste.
Um seinen Lebensunterhalt zu verdienen, gründete Philip Glass zusammen mit seinem Kollegen Steve Reich das New Yorker Umzugsunternehmen Chelsea Light Moving. Bei den Umzügen fasste er selbst mit an.
1976 wurde Glass’ erfolgreichste Oper Einstein on the Beach, Resultat seiner ersten Zusammenarbeit mit Robert Wilson, in Avignon uraufgeführt. Die triumphale Uraufführung machte den Komponisten weltweit bekannt. Nach dieser Oper komponierte Glass ein nächstes Werk für die Bühne, das Tanz, Film und Musik vereinende Dance – eine weitere Zusammenarbeit mit der amerikanischen Choreografin Lucinda Childs, die zuvor auch in Einstein on the Beach als Choreografin und Tanzsolistin mit ihm gearbeitet hatte.
In dieser Zeit war der Komponist trotz erster Erfolge noch nicht finanziell abgesichert und arbeitete nebenbei als Taxifahrer, Klempner, Möbelpacker und Kellner. Die Anmietung der Metropolitan Opera für zwei Aufführungen von Einstein on the Beach trug ihm rund 90.000 US-Dollar Schulden ein, obwohl die Vorstellungen ausverkauft waren.
1980 folgte ein weiterer Erfolg: die Mahatma-Gandhi-Oper Satyagraha, uraufgeführt durch De Nederlandse Opera in Rotterdam unter Leitung seines Landsmannes und Studienkollegen von der Juilliard-School, Bruce Ferden. 1983 folgte eine nächste Oper, Akhnaten über den Pharao Echnaton, die ihre Uraufführung am Staatstheater Stuttgart hatte. Diese drei Opern bilden eine Trilogie über Männer, die die Welt gewaltfrei veränderten.

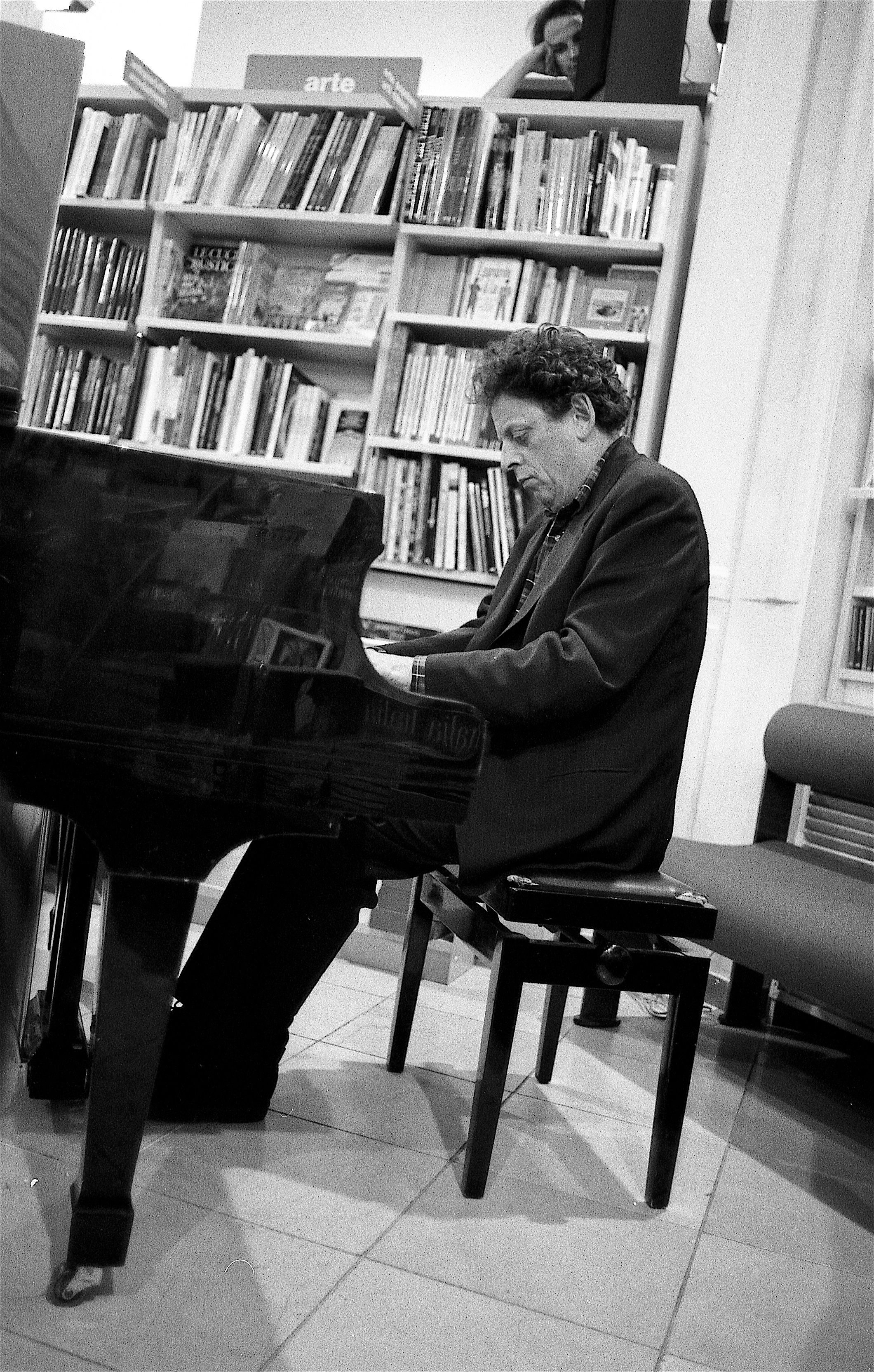
In Florenz, 1993

Vor allem durch seine Musik zu dem Film Koyaanisqatsi (1982) wurde Glass’ Popularität außerhalb der Klassikgemeinde gesteigert, er galt nun als Komponist der New-Age-Bewegung. Weitere Filmmusikerfolge des Komponisten waren unter anderem eine neue Partitur für den Horrorfilm-Klassiker Dracula, die Musik für den Martin-Scorsese-Film Kundun (erste Oscar-Nominierung), die Mediensatire Die Truman Show (The Truman Show, Gewinn des Golden Globe) und für The Hours – Von Ewigkeit zu Ewigkeit (zweite Oscar-Nominierung).
2007 veröffentlichte Philip Glass das Doppelalbum Book of Longing – A Song Cycle based on the Poetry and Images of Leonard Cohen.
Appomattox, Glass’ Oper rund um die Ereignisse am Ende des amerikanischen Bürgerkriegs, wurde von der San Francisco Opera in Auftrag gegeben und 2007 uraufgeführt.
Glass lieferte eine 'hypnotische' Musik für eine Zusammenstellung von Samuel Becketts Kurzstücken Act Without Words 1, Act Without Words 2, Rough for Theater 1 und Eh Joe, die von JoAnne Akalaitis inszeniert und 2007 uraufgeführt wurde.
Weitere Werke für das Theater waren eine Partitur für Euripides’ The Bacchae (2009) und Kepler; eine weitere Opernbiographie eines Wissenschaftlers oder Entdeckers. Diese Oper basiert auf dem Leben des Astronomen Johannes Kepler aus dem 17. Jahrhundert, vor dem Hintergrund des Dreißigjährigen Krieges. Es ist Glass‘ erste Oper in deutscher Sprache und wurde im September 2009 vom Bruckner Orchester Linz und Dennis Russell Davies uraufgeführt.
Zwischen 2008 und 2010 arbeitete Philip Glass weiter an einer Reihe von Kammermusikstücken, die mit Songs and Poems: the Four Movements for Two Pianos begannen, der Sonata for Violin and Piano, die in der 'Brahms-Tradition' komponiert wurde, und dem String sextet, das 2009 folgte. Pendulum (2010, ein einsätziges Stück für Violine und Klavier), eine zweite Suite von Cellostücken für Wendy Sutter (2011) und Partita for Solo Violin für den Geiger Tim Fain (2010) sind weitere Einträge in dieser Reihe.
In den Jahren 2009 und 2010 kehrte Glass zum Konzertgenre zurück. Violin Concerto No. 2 in vier Sätzen wurde vom Geiger Robert McDuffie in Auftrag gegeben und trägt den Untertitel The American Four Seasons (2009), als Hommage an Vivaldis Die vier Jahreszeiten. Das Doppelkonzert für Violine, Cello und Orchester (2010) wurde für die Solisten Maria Bachmann und Wendy Sutter sowie als Ballettmusik für das Nederlands Dans Theater komponiert. Weitere Orchesterprojekte des Jahres 2010 waren kurze Orchesterkompositionen für Filme: zu einer multimedialen Präsentation basierend auf dem Roman 'Icarus at the Edge of Time' des theoretischen Physikers Brian Greene und der Musik zum brasilianischen Film Nosso Lar.
Weitere seit 2010 fertiggestellte Werke sind Symphony No. 9 (2010–2011), Symphony No. 10 (2012), Cello Concerto No. 2 (2012, basierend auf der Filmmusik zu Naqoyqatsi) sowie String Quartet No. 6 und String Quartet No. 7.
Philip Glass komponierte im Jahr 2011 die Oper The Perfect American, im Auftrag des Teatro Real, Madrid. Das Libretto basiert auf dem gleichnamigen Buch von Peter Stephan Jungk und behandelt die letzten Monate im Leben von Walt Disney.
Glass’ Oper The Lost, basierend auf dem Theaterstück Die Spuren der Verirrten (2007) des österreichischen Dramatikers und Romanautors Peter Handke, wurde im April 2013 im Musiktheater Linz, dirigiert von Dennis Russell Davies und unter der Regie von David Pountney, uraufgeführt. Am 28. Juni 2013 wurde Glass‘ Klavierstück Two Movements for Four Pianos im Museum Kunstpalast in Düsseldorf von Katia und Marielle Labèque, Maki Namekawa und Dennis Russell Davies uraufgeführt.
Am 17. Januar 2014 feierte Glass‘ Zusammenarbeit mit Angélique Kidjo Ifé: Three Yorùbá Songs for Orchestra in der Philharmonie Luxembourg Premiere.
Im Mai 2015 wurde Philip Glass‘ Double Concerto for Two Pianos von Katia und Marielle Labèque, Gustavo Dudamel und den Los Angeles Philharmonic uraufgeführt.
Philip Glass veröffentlichte 2015 seine Memoiren Words Without Music.
Seine Symphony No. 11 wurde am 31. Januar 2017, dem 80. Geburtstag von Glass, in der Carnegie Hall, New York City, unter der Leitung von Dennis Russel Davies mit dem Bruckner Orchester Linz uraufgeführt. Am 22. September 2017 wurde sein Piano Concerto No. 3 von der Pianistin Simone Dinnerstein mit den Streichern des Kammerorchesters 'A Far Cry' in der Jordan Hall am New England Conservatory of Music in Boston, Massachusetts, uraufgeführt.
Glass‘ String Quartet No. 8 wurde am 1. Februar 2018 vom JACK Quartet in der Centennial Concert Hall in Winnipeg, Kanada, uraufgeführt.
Die Symphony No. 12 von Glass wurde am 10. Januar 2019 von den Los Angeles Philharmonic unter John Adams in der Walt Disney Concert Hall in Los Angeles uraufgeführt. Das vom Orchester in Auftrag gegebene Werk basiert auf David Bowies Album Lodger aus dem Jahr 1979 und vervollständigt Glass‘ Sinfonien-Trilogie, die auf Bowies Berliner Album-Trilogie basiert.
In Zusammenarbeit mit dem Bühnenautor, Performer und Co-Regisseur (mit Kirsty Housley) Phelim McDermott komponierte Glass die Partitur für das Werk Tao of Glass, das beim Manchester International Festival 2019 uraufgeführt wurde.
Während der Corona-Pandemie komponierte Glass weiter, wobei in den Jahren 2021 und 2022 drei große Opern- und Sinfoniewerke uraufgeführt wurden. Die Weltpremiere von Glass‘ Oper Circus Days and Nights fand am 29. Mai 2021 am Musiktheater Malmö (Opernhaus) in Malmö, Schweden, statt. Seine Symphony No. 14 wurde am 17. September 2021 von den LGT Young Soloists am Royal College of Music in London uraufgeführt. Am 30. März 2022 wurde Glass’ Symphony No. 13 vom National Arts Centre Orchestra unter Alexander Shelley in der Roy Thomson Hall in Toronto uraufgeführt.
Am 7. November 2023 veröffentlichte Glass und Artisan Books Philip Glass Piano Etudes: The Complete Folios 1-20 & Essays from Fellow Artists, eine Deluxe-Box mit Glass‘ Klavieretüden und Studies in Time: Essays on the Music of Philip Glass.
Glass gilt als einer der produktivsten Komponisten der Gegenwart: In den letzten Jahrzehnten hat er mehr als zwanzig Opern komponiert, zehn Sinfonien, zwei Klavierkonzerte und Konzerte für Violine und Saxophonquartett. Dazu kommen Filmmusik, Streichquartette und Musik für Klavier solo.

## Werk
„Tabus – also Dinge, die eigentlich verboten sein sollten – sind oft am interessantesten. In meinem Fall sind das musikalische Materialien, die im Alltäglichen zu finden sind.“ Dieser Ansatz war zu Beginn von Glass’ Karriere neu, da damals im Bereich der Neuen Musik noch weitgehend die serielle Komponierweise vorherrschte. Es war vor allem die Begegnung mit Ravi Shankar und der indischen Musik, die Glass zu einem hypnotisch-repetitiven Stil führte, der von Kritikern der Minimal Music zugeordnet wurde, einer Musik, die meist auf einfachen Akkorden und Arpeggien beruht, die manchmal von Soloinstrumenten, aber auch von großen Orchestern in kreisenden Mustern gespielt werden. Atonalität vermeidet Glass dabei meist. Peter Sellars beschrieb die Wirkung dieser Musik so: „Bei Phil ist es ein bisschen wie bei einer Zugfahrt einmal quer durch Amerika: Wenn Sie aus dem Fenster sehen, scheint sich stundenlang nichts zu verändern, doch wenn Sie genau hinsehen, bemerken Sie, dass sich die Landschaft sehr wohl verändert – langsam, fast unmerklich.“
Glass’ Musik hat stark die Alltagswelt durchdrungen. Zahllose Musik für Fernsehserien, Werbemusiken und Werbe-Jingles ahmen seinen Stil nach. Er selbst hat sich seine ganze Karriere lang offen für populäre Medien gezeigt. Seine Zusammenarbeit mit Robert Wilson, der ein Pionier der multimedialen Inszenierung von Musikwerken ist, belegt dies genauso wie seine häufige Tätigkeit als Filmkomponist auch für Mainstream-Filme wie Candyman’s Fluch und Die Truman Show. Literatur, Geschichte und Politik liefern Glass zahlreiche Anregungen für Kompositionen: Opern handeln von historischen Persönlichkeiten wie Albert Einstein, Mahatma Gandhi, Echnaton, Christoph Kolumbus und behandeln die politische Situation Tibets; literarische Werke von Edgar Allan Poe, Franz Kafka und J. M. Coetzee liefern Vorlagen für Kompositionen; Musikstücke werden zu repräsentativen öffentlichen Anlässen komponiert wie etwa der Eröffnung der Olympischen Sommerspiele 1984 in Los Angeles; die Musik von David Bowie und Brian Eno wird zu drei Sinfonien verarbeitet, wobei die Alben Low, Heroes und Lodger als Vorlagen dienen und Titelgebend für die entsprechenden Sinfonien sind.

## Auszeichnungen

Subway Portraits, 86th Street, New York, Chuck Close, 2017.

1994 wurde Glass in die American Academy of Arts and Sciences, 2003 in die American Academy of Arts and Letters und 2009 in die American Philosophical Society gewählt.
Am 2. Dezember 2009 wurde ein Asteroid nach ihm benannt: (100417) Philipglass.
Im Jahr 2012 erhielt Glass vom japanischen Kaiserhaus das als „Nobelpreis der Künste“ geltende Praemium Imperiale.
2015 wurde er mit dem Glenn-Gould-Preis ausgezeichnet. Als Begründung wurde sein „weitreichender Einfluss in verschiedenen Bereichen des künstlerischen und intellektuellen Lebens“ genannt. So habe er neben Opern, Symphonien, Ensemblewerken und Filmmusiken auch eine Vielzahl von genreübergreifenden Kunstprojekten entwickelt.
Den Literaturpreis Chicago Tribune Literary Award erhielt Glass 2016 für seine 2015 erschienene Autobiographie Words Without Music.
2018 wurde Glass mit einem Kennedy-Preis geehrt, 2022 wurde ihm der BBVA Foundation Frontiers of Knowledge Award für Musik zugesprochen.

## Privates
Philip Glass lebt in New York City und in Cape Breton in Nova Scotia (Kanada).
Er bezeichnet sich selbst als „jüdisch-taoistisch-hinduistisch-toltekischer Buddhist“ und ist ein Unterstützer der tibetischen Unabhängigkeitsbewegung. 1987 gründete er auf Wunsch des 14. Dalai Lama zusammen mit dem Professor der Columbia University, Robert Thurman, und dem Schauspieler Richard Gere das Tibet House US. Er ist außerdem Vorsitzender der Zeitschrift Tricycle: The Buddhist Review. Glass ist Vegetarier.
Philip Glass war viermal verheiratet. Seine erste Ehefrau war die Theaterregisseurin JoAnne Akalaitis. In zweiter Ehe war er mit der Ärztin Luba Burtyk verheiratet. Seine dritte Ehefrau war die Künstlerin Candy Jernigan. In vierter Ehe war Glass mit der Restaurantmanagerin Holly Critchlow verheiratet.
Er hat vier Kinder und ein Enkelkind. Außerdem war er mit der Cellistin Wendy Sutter etwa fünf Jahre lang liiert. Seit Dezember 2018 war seine Partnerin die in Japan geborene Tänzerin Saori Tsukada.
Philip Glass ist der Cousin ersten Grades von Ira Glass, dem Moderator der Hörfunksendung This American Life.

## Werke (Auswahl)

### Instrumental
- 1966: Streichquartett Nr. 1
- 1967: Strung Out für Violine solo
- 1969: Music in Similar Motion
- 1970: Music with Changing Parts
- 1974: Music in 12 Parts für 9 Instrumentalisten
- 1981: Glassworks
- 1982: Façades für zwei Saxophone und Streichorchester
- 1983: Streichquartett Nr. 2 „Company“ (auch für Streichorchester)
- 1985: Streichquartett Nr. 3 „Mishima“
- 1987: The Light für Orchester
- 1987: 1. Konzert für Violine und Orchester
- 1988: The Canyon für Orchester
- 1989: Streichquartett Nr. 4 „(in remembrance of the artist Brian) Buczak“
- 1989: Itaipu für Chor und Orchester
- 1989: Music from The Screens
- 1989: Solo Piano („Metamorphosis 1–5“)
- 1991: Streichquartett Nr. 5
- 1992: Sinfonie Nr. 1 für Orchester, „Low Symphony“
- 1994: Sinfonie Nr. 2 für Orchester
- 1994: Etudes für Klavier (Nr. 1–10)
- 1995: Konzert für Saxophonquartett und Orchester
- 1995: Sinfonie Nr. 3 für Streichorchester
- 1996: Sinfonie Nr. 4 „Heroes Symphony“
- 1999: Sinfonie Nr. 5 „Choral“ / „Requiem, Bardo and Nirmanakaya“
- 2000: Tirol Concerto, 1. Konzert für Klavier und Orchester
- 2000: Konzertfantasie für zwei Paukisten und Orchester
- 2001: Konzert für Violoncello und Orchester
- 2001: Sinfonie Nr. 6 Plutonian Ode für Sopran und Orchester
- 2002: Konzert für Cembalo und Orchester
- 2004: After Lewis and Clark, 2. Konzert für Klavier und Orchester
- 2004: Sinfonie Nr. 7 für Orchester, „Toltekische“
- 2005: Sinfonie Nr. 8 für Orchester
- 2006: Choralwerk Passion of Ramakrishna, UA: 16. September 2006 mit dem Pacific Symphony Orchestra im Orange County Performing Arts Center in Costa Mesa, Kalifornien; Dirigent: Carl St. Clair
- 2006: Songs and Poems für Violoncello solo
- 2007: Book of Longing, Liederzyklus mit Texten und Bildern von Leonard Cohen
- 2008: Four movements for two pianos
- 2008: Violin Sonata für Violine und Klavier
- 2009: The American Four Seasons, 2. Konzert für Violine und Orchester
- 2011: Sinfonie Nr. 9 für Orchester
- 2012: Sinfonie Nr. 10 für Orchester
- 2013: Two Movements for Four Pianos für vier Klaviere
- 2014: Etudes für Klavier (Nr. 11–20)
- 2017: Sinfonie Nr. 11 für Orchester
- 2019: Sinfonie Nr. 12 für Orchester
- 2019: Piano Sonata[44]

### Opern
Portrait Trilogy
- 1976: Einstein on the Beach
- 1980: Satyagraha
- 1984: Akhnaten

Weitere Opern
- 1980: A Madrigal Opera
- 1983: The CIVIL warS
- 1984: The Juniper Tree

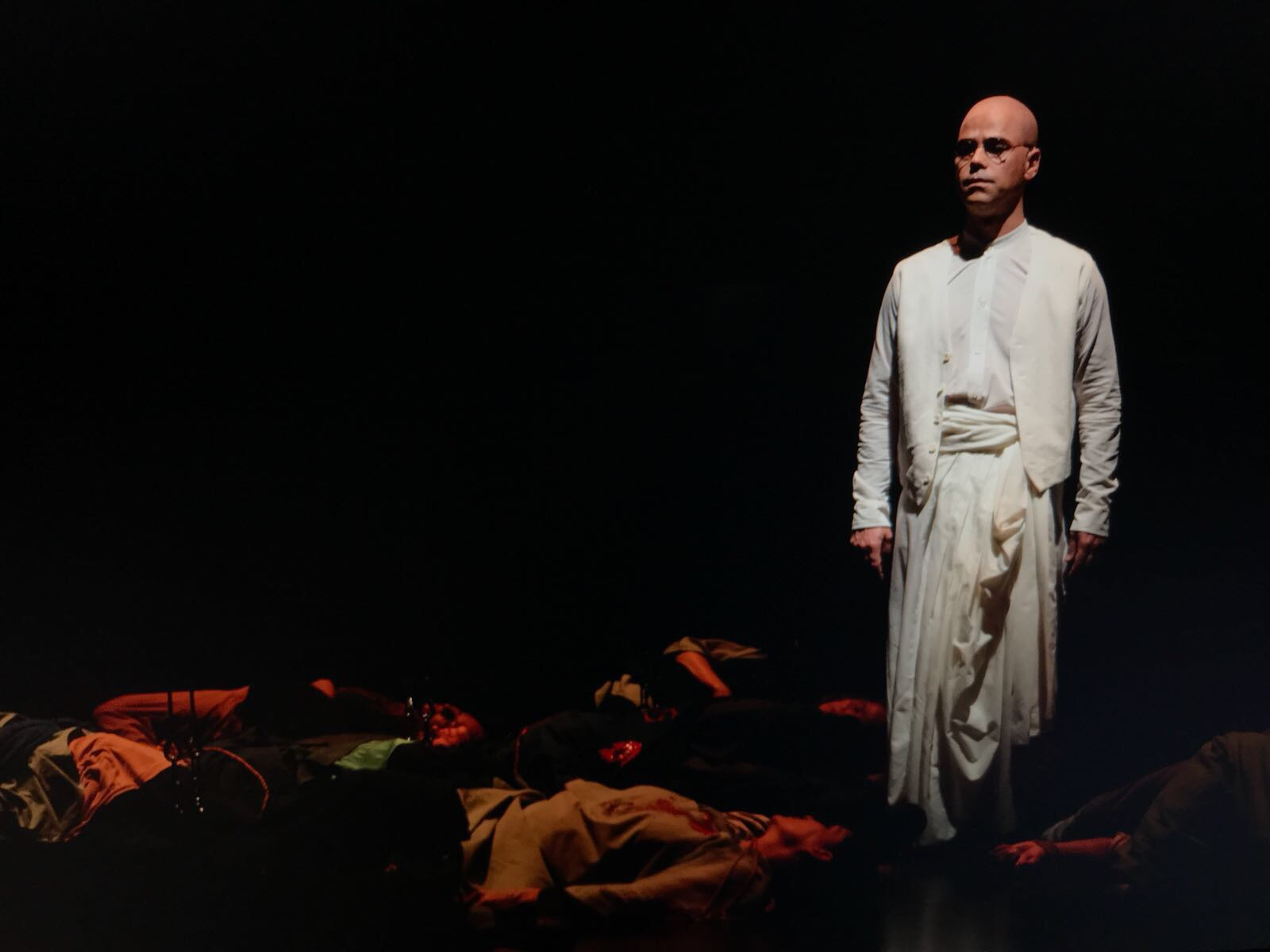
Satyagraha mit Stefan Cifolelli als Gandhi an der Komischen Oper Berlin, Oktober 2017

- 1987: The Fall of the House of Usher
- 1988: 1000 Airplanes on the Roof
- 1988: The Making of the Representative of Planet 8
- 1990: Hydrogen Jukebox
- 1991: White Raven
- 1992: The Voyage
- 1993: Orphée (Jean Cocteau)
- 1994: La Belle et la Bête (Jean Cocteau)
- 1996: Les Enfants terribles (Jean Cocteau)
- 1997: The Marriages Between Zones Three, Four and Five
- 1998: Monsters of Grace. Siehe auch: Where Everything Is Music
- 2000: In the Penal Colony (Franz Kafka)
- 2001: Galileo Galilei
- 2003: The Sound of a Voice
- 2005: Waiting for the Barbarians
- 2007: Appomattox
- 2009: Kepler
- 2012: The Perfect American[45]
- 2013: Spuren der Verirrten[46]
- 2014: The Trial (Franz Kafka)[47]

### Musik für Tanzensembles
- 1979: Dance für Lucinda Childs
- 1983: Glass Pieces für Jerome Robbins
- 1986: In the Upper Room, auch: Dancer’s Notebook # 1-9 für Twyla Tharp; Audio-CD 2009, 45 Min. Dirigent: Michael Riesmann, Twyla Tharp Dance Foundation, Orange Mountain Music
- 1986: A Descent into the Maelström für Molissa Fenley
- 1993: 12 Pieces for Ballet für Uakti
- 1995: Witches of Venice
- 1996: Les Enfants terribles (Jean Cocteau)
- 2003: Taoist Sacred Dance für Sat Chuen Hon
- 2022: ‘’Alice’’ für Amir Hosseinpour und Jonathan Lunn für das « Ballet du Rhin »

### Film
- 1982: Koyaanisqatsi (Dokumentarfilm)
- 1985: Mishima – Ein Leben in vier Kapiteln (Mishima: A Life in Four Chapters)
- 1987: Hamburger Hill
- 1988: Powaqqatsi (Dokumentarfilm)
- 1989: Der Fall Randall Adams (The Thin Blue Line)
- 1990: Wendezeit (Mindwalk)
- 1991: Eine kurze Geschichte der Zeit (A Brief History of Time, Dokumentarfilm)
- 1992: Anima Mundi (Dokumentarfilm)
- 1992: Candyman’s Fluch (Candyman)
- 1993: Compassion in Exile: The Life of the 14th Dalai Lama (Dokumentarfilm)
- 1995: Candyman 2 – Die Blutrache (Candyman: Farewell to the Flesh)
- 1995: Tödliche Zeilen (Jenipapo)
- 1995: Niki de Saint Phalle (Dokumentarfilm)
- 1996: Der Geheimagent (The Secret Agent)
- 1997: Kundun
- 1997: Bent
- 1998: Die Truman Show (The Truman Show)
- 1999: Dracula (Neuvertonung)
- 2002: The Baroness and the Pig
- 2002: The Hours – Von Ewigkeit zu Ewigkeit (The Hours)
- 2002: Naqoyqatsi (Dokumentarfilm)
- 2003: The Fog of War (The Fog of War: Eleven Lessons from the Life of Robert S. McNamara, Dokumentarfilm)
- 2004: Undertow – Im Sog der Rache (Undertow)
- 2004: Taking Lives – Für Dein Leben würde er töten (Taking lives)
- 2004: Going Upriver (Going Upriver: The Long War of John Kerry, Dokumentarfilm)
- 2004: Das geheime Fenster (Secret Window)
- 2005: Neverwas
- 2006: The Illusionist
- 2006: Tagebuch eines Skandals (Notes on a Scandal)
- 2007: Cassandras Traum (Cassandra’s Dream)
- 2007: Rezept zum Verlieben (No Reservations)
- 2009: Von Liebe und Bedauern (Les regrets)
- 2010: Mr. Nice
- 2011: Elena
- 2013: Visitors (Dokumentarfilm)
- 2014: Leviathan (Левиафан)
- 2015: Fantastic Four
- 2018: Jane
- 2020: Tales from the Loop (Fernsehserie)

### Studio
- 1983: Paul Simon – Hearts & Bones
- 1986: Songs from Liquid Days